# Еквадорски плаштасти дрекавац
Еквадорски плаштасти дрекавац (Alouatta palliata aequatorialis) је подврста плаштастог дрекавца, врсте примата (Primates) из породице пауколиких мајмуна (Atelidae). 

## Распрострањење
Ареал врсте је ограничен на мањи број држава. 
Врста је присутна у следећим државама: Колумбија, Панама и Перу.

## Станиште
Станиште врсте су шуме. 

## Угроженост
Ова врста се сматра рањивом у погледу угрожености врсте од изумирања.